# ローベルト (オーストリア＝エステ大公)

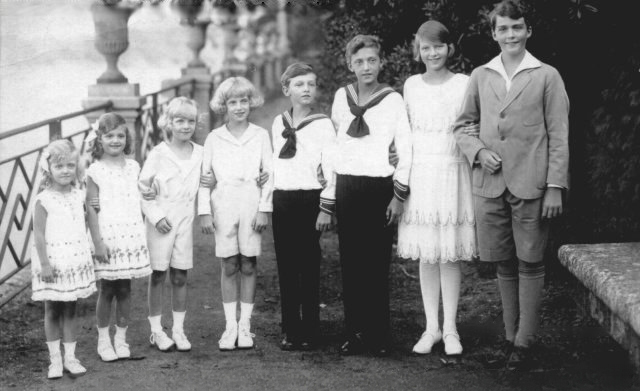
カール1世の子供たち（右から3人目がローベルト）

ローベルト・フォン・エスターライヒ＝エステ（ドイツ語: Robert von Österreich-Este, 1915年2月8日 - 1996年2月7日）は、オーストリア＝ハンガリー帝国の皇族。元皇太子オットーの弟にあたる。

## 生涯
皇位継承者だったカール大公（後の皇帝カール1世）とその妃ツィタの次男として生まれる。1917年に父帝によってエスターライヒ＝エステ大公に叙せられた。
第一次世界大戦後に君主制が崩壊すると、スイス、マデイラ島を経てスペインに移り住んだ。ルーヴァン・カトリック大学で経済学と政治学の博士号を取得して卒業した。ローベルトはロンドンでオーストリア＝ハンガリーの亡命者を糾合するのに腐心し、1945年にナチス・ドイツが崩壊するとオーストリアに戻って政治運動を行おうとしたが、共和国政府によって追放された。以降はブリュッセルで銀行員として働いた。その後、スイスのバーゼルにある老舗プライベートバンクのグッツウイラー銀行の頭取として天寿を全うした。

## 逸話
第二次世界大戦中、兄オットーとともにオーストリア解放に尽力した。英国のハロルド・アレグザンダー将軍の要請によって、通訳としてユーゴスラビア抵抗運動の指導者チトーとの会談に加わった。チトーは通訳の正体を知らないままその出身地を尋ねた。ローベルトは「シェーンブルンです」と答えた。次に名前を尋ねられ、ローベルトは自分の名前を言った。かつてオーストリア＝ハンガリー帝国の下士官だったチトーは、椅子から飛びあがって軍隊式の姿勢をとって敬礼し、「大公殿下、参上いたしました」と言った。

## 子女
1953年に旧イタリア王族で第3代アオスタ公アメデーオの長女マルゲリータ（1930年 - ）と結婚し、3男2女をもうけた。
- マリア・ベアトリーツェ（1954年 - ） - 1980年にアルコ＝ツィンネベルク伯爵リプラント（バイエルン国王ルートヴィヒ3世の曾孫）と結婚
- ローレンツ（1955年 - ） - エスターライヒ＝エステ大公 ベルギー王子
- ゲルハルト（1957年 - ）
- マルティン（1959年 - ） - イーゼンブルク侯女カタリナ（イーゼンブルク侯家家長フランツ・アレクサンダーの長女で、プロイセン王家家長ゲオルク・フリードリヒの妃ゾフィーの姉）と結婚
- イザベラ（1963年 - ） - チャルノツキ＝ルケスキ伯爵アンドレアと結婚